# Joaquín Pereyra Cantero
Joaquín Alejandro Pereyra Cantero (Montevideo, Uruguay, 10 de julio de 1994) es un futbolista uruguayo, que juega como defensa central y actualmente milita en el Correcaminos UAT de la Liga de Expansión MX.

## Clubes
Actualizado al último partido disputado el 21 de septiembre de 2024.
| Club                   | País          | Año       | Part. | Goles | Asist. |
| ---------------------- | ------------- | --------- | ----- | ----- | ------ |
| Danubio                | Uruguay       | 2015      | 21    | 0     | 0      |
| Villa Teresa           | Uruguay       | 2016      | 0     | 0     | 0      |
| Boston River           | Uruguay       | 2017-2018 | 58    | 3     | 0      |
| San Luis               | Chile         | 2018      | 10    | 0     | 1      |
| Barnechea              | Chile         | 2019      | 3     | 0     | 0      |
| Montevideo City Torque | Uruguay       | 2020-act. | 104   | 2     | 1      |
| Total carrera          | Total carrera |           | 196   | 5     | 2      |